# Gene Colan
Gene Colan (Bronx, Nova Iorque, 1 de setembro de 1926 – 23 de junho de 2011) foi um artista de história em quadrinhos.

## Carreira
Nos anos 60 foi desenhista principal das séries da Marvel Demolidor, Homem de Ferro e Capitão América. Em alguns trabalhos desta época chegou a usar o pseudônimo de Adam Austin.
Nos anos 70 trabalhou na linha de terror da editora, desenhando os quadrinhos de Drácula, entre outros. Nessa época criou Blade, juntamente com o escritor Marv Wolfman. Desenhou quase todos os números da revista The Tomb of Dracula, considerada uma das séries clássicas de quadrinhos de terror norte-americano.
Morreu em 23 de junho de 2011 em decorrência de complicações de saúde resultantes de um câncer e problemas de fígado.

### Archie Comics
- Archie & Friends #51 (Apresentando Josie e as Gatinhas) (2001)
- Archie's Pals 'n' Gals Double Digest Magazine #41 (1999)
- Everything's Archie #133, 148 (1988–90)
- Jughead #17 (1990)
- Jughead's Time Police #3–6 (1990–91)
- Life with Archie #272–273, 274, 278, 285–286 (também escritor para #273, 278) (1989–1991)
- Pep Comics #411 (1987)
- Teenage Mutant Ninja Turtles Adventures #22 (1991)
- To Riverdale and Back Again oneshot (1990)

### Bongo Comics
- Treehouse of Horror #11 (2005)

### Comico
- Bloodscent #1 (1988)

### CrossGen Comics
- Rob Zombie's Spookshow International #1–3 (2003–2004)

### Dark Horse Comics
- Buffy the Vampire Slayer: Tales of the Slayers OGN (2002)
- Creepy: The Limited Series #1 (1992)
- The Curse of Dracula #1–3 (1998)
- Dark Horse Presents #117 (Alienígenas) (1997)
- Harlan Ellison's Dream Corridor #2 (2007)
- Hellboy: Weird Tales #6 (2003)
- Michael Chabon Presents The Amazing Adventures of the Escapist #2, 5 (2004–2005)
- Predator: Hell & Hot Water #1–3 (1997)

### DC Comics
- All-American Men of War #3–4, 6–9, 43, 112–113 (1953–1966)
- Batman #340, 343–345, 348–351, 373, 383 (1981–1985)
- Batman: Gotham Knights (Batman Preto e Branco) #15 (2001)
- Captain Storm #4, 13, 16 (1964–1966)
- DC Challenge #1 (1985)
- DC Comics Presents #41 (Antevisão da Mulher Maravilha) (1982)
- DC Science Fiction Graphic Novel #2 (Nightwings) (1986)
- Detective Comics #510, 512, 517, 523, 528–538, 540–546, 555–567 (1982–1986)
- Elvira's House of Mystery #11 (1987)
- Falling in Love #68, 73, 75, 81, 84, 87 (1964-1966)
- Fury of Firestorm #19, Annual #4 (1984–1986)
- G.I. Combat #113 (1965)
- Girls' Love Stories #113, 115, 118, 145, 165, 167, 174 (1965-1972)
- Girls' Romances #101, 103, 106-109, 111-115, 117-119, 123 (1964-1967)
- Heart Throbs #87, 89, 91, 97-98, 100, 106-107 (1963-1967)
- Hopalong Cassidy #86-122 (1954-1957)
- House of Secrets #63 (1963)
- Jemm, Son of Saturn #1-12 (série limitada) (1984–1985)
- Just Imagine Stan Lee With Jim Lee Creating Wonder Woman (2001)
- Legion of Super-Heroes vol. 2 #311 (1984)
- Legion of Super-Heroes vol. 3 #27 (1986)
- Little Shop of Horrors adaptação cinematográfica #1 (1987)
- My Greatest Adventure #72-75, 77 (1962-1963)
- Mystery in Space #13, 26 (1953-1955)
- Nathaniel Dusk #1–4 (1984)
- Nathaniel Dusk II #1–4 (1985–1986)
- The New Teen Titans #21 (Antevisão da Night Force) (1982)
- Night Force #1–14 (1982–1983)
- Our Army at War #5-19, 144, 162, 169, 173 (1952-1966)
- Our Fighting Forces #86-87, 95, 100 (1964-1966)
- Phantom Zone #1–4 (1982)
- Sea Devils #13 (1963)
- Secret Hearts #92, 94, 96-107, 109-114 (1963-1966)
- Secret Origins #5 (1986)
- Silverblade #1–12 (1987–1988)
- Spectre vol. 2 #1–6 (1987)
- Star Spangled War Stories #17-18, 20, 121, 123, 128 (1954-1966)
- Strange Adventures #30 (1953)
- Western Comics #62 (1957)
- Who's Who: The Definitive Directory of the DC Universe #2, 11, 16–17, 25 (1985–1987)
- Wonder Woman #288–305 (1982–1983)
- World's Finest Comics #274 (Zatanna); #297, 299 (Superman e Batman) (1981–1984)
- Young Love #52, 56, 61, 65-66 (1965-1968)
- Young Romance #128, 131, 133 (1964)

### Disney Comics
- Goofy Adventures #17 (1991)

### Eclipse Comics
- Detectives Inc.: A Terror of Dying Dreams OGN (1985)
- Eclipse Monthly #3–4 (1983–1984)
- Eclipse Magazine #3, 5, 8 (Ragamuffins) (1981–1983)
- Stewart the Rat graphic novel (1980)

### IDW Comics
- Hero Comics (também escritor) (2009)

### Marvel Comics
- 2-Gun Western #4 (1956)
- 2099 Unlimited #9 (1995)
- 3-D Tales of the West #1 (1954)
- Adventure into Mystery #7 (1957)
- Adventures into Terror #3, 5, 14, 21, 24–25, 28–29 (1951–1954)
- All-True Crime #46 (1951)
- All-True Crime Cases #27, 31, 33–34 (1948–1949)
- Amazing Adventures #3–5 (Black Widow); #26 (Killraven) (1970–1974)
- Amazing Detective Cases #9 (1951)
- Amazing Mysteries #32–33 (1949)
- Astonishing #12, 20, 29, 56 (1952–1956)
- Astonishing Tales #7–8 (Doutor Doom) (1971)
- The Avengers #63–65, 206–208, 210–211 (1969–1981)
- Battle #11, 16-17, 19, 24, 33–35, 38, 41, 43, 47–56, 58-59 (1952–1958)
- Battle Action #8, 15, 19, 21–22, 24–25, 28–30 (1953–1957)
- Battle Ground #3, 11–13, 16-20 (1955–1957)
- Battlefield #5, 11 (1952–1953)
- Battlefront #21–22, 24–25, 27, 3–-35, 38–40, 42–43, 45–48 (1954–1957)
- Best Love #36 (1950)
- Bible Tales for Young People #4 (1954)
- Black Rider #11 (1950)
- Blade #1 (1998)
- Blade vol. 3 #12 (two pages) (2007)
- Bob Marley: Tale of the Tuff Gong #1–2 (1994–1995)
- Captain America #116–137, 256, 601, Annual #5 (1969–1971, 1981, 2009)
- Captain America’s Weird Tales #75 (1950)
- Captain Marvel #1–4 (1968)
- Combat #5, 11 (1952–1953)
- Combat Kelly #3 (1952)
- Commando Adventures #1–2 (1957)
- Complete Mystery #1 (1948)
- Crime Can't Win #1 (1950)
- Crimefighters #1–2 (1948)
- Daredevil #20–49, 53–82, 84–100, 110, 112, 116, 124, 153–154, 156–157, 363, 366–368, 370, #-1, Annual #1 (1966–1979, 1997)
- Daredevil vol. 2 #20 (2001)
- Doctor Strange #172–178, 180–183 (1968–1969)
- Doctor Strange, vol. 2, #6–18, 36–45, 47 (1975–1981)
- Doctor Strange, Sorcerer Supreme #19 (1990)
- Dracula Lives #6, 8 (1973–1974)
- Frontier Western #1–2, 6 (1956)
- G.I. Tales #5–6 (1957)
- Giant-Size Chillers #1 (Dracula) (1974)
- Girl Comics #4 (1950)
- Gunhawk #16, 18 (1951)
- Gunsmoke Western #35-39, 42, 72, 76 (1956–1963)
- Harrowers #1–6 (1993–1994)
- Haunt of Horror #2 (1974)
- Howard the Duck #4–20, 24–27, 30–31 (1976–1979)
- Howard the Duck magazine #1–5, 7–9 (1979–1981)
- Hulk! #11, 19, 24–27 (1978–1981)
- Ideal #4 (1948)
- Iron Man #1, 253, Annual #10, 13, 15 (1968, 1989–1994)
- Iron Man and Sub-Mariner #1 (1968)
- Journey into Mystery #2, 23, 40, 81-82 (1952-1962)
- Journey into Mystery vol. 2 #4 (1973)
- Journey Into Unknown Worlds #2, 6, 17, 19-20, 23, 29, 39 (1950–55)
- Justice #4–5, 7, 22, 32, 35–36, 46 (1948–54)
- Kid Colt Outlaw #52, 79, 110, 112, 114 (1955–64)
- Lawbreakers Always Lose #1–2, 6 (1948–49)
- Love Adventures #2 (1950)
- Love Romances #101 (1962)
- Love Tales #62 (1955)
- Loveland #1 (1949)
- Lovers #26 (1949)
- Man Comics #9, 13, 21, 23 (1951-1953)
- Marines at War #5-7 (1957)
- Marines in Action #5-6, 11-12 (1956-1957)
- Marines in Battle #1, 9-10, 17, 19-25 (1954-1958)
- Marvel Comics Presents #13–37, 101–108, 112 (1989-1992)
- Marvel Fanfare #51-52 (1990)
- Marvel Preview #8, 16, 23 (1976-1980)
- Marvel Romance Redux: But I Thought He Loved Me #1 (2006)
- Marvel Romance Redux: Guys & Dolls #1 (2006)
- Marvel Romance Redux: I Should Have Been a Blonde #1 (2006)
- Marvel Romance Redux: Love Is a Four-Letter Word #1 (2006)
- Marvel Spotlight #18-19 (Son of Satan) (1974)
- Marvel Super-Heroes #12–13 (Captain Marvel), 15 (Medusa), 18 (Guardiões da galáxia) (1967-1969)
- Marvel Super Special #6 (Jaws 2 movie adaptation); 10 (Star-Lord); #14 (Meteor, adaptação cinematográfica) (1978-1979)
- Marvel Tales #93-94, 96, 101, 105, 107, 118, 120-121, 127, 131, 140 (1949-1955)
- Marvel Team-Up #87 (1979)
- Men's Adventures #13-14, 19, 26 (1952-1954)
- Menace #6 (1953)
- Midnight Sons Unlimited #6 (1994)
- Monsters Unleashed #1 (1973)
- My Love #3 (1950)
- My Love vol. 2 #4-6, 8-9, 13, 15-16 (1970-1972)
- My Own Romance #11, 18, 44 (1950–55)
- Mystery Tales #1, 3, 18, 35, 43 (1952-1956)
- Mystic #3, 7, 12, 21, 37, 60 (1951-1957)
- Navy Action #8, 10-11, 16-18 (1955-1957)
- Navy Combat #4, 6, 11, 13-18 (1955-1958)
- Navy Tales #3-4 (1957)
- Not Brand Echh #4-5, 8-9, 13 (1967-1969)
- Our Love #1 (1949)
- Our Love Story #3-6, 8, 10 (1970-1971)
- Outlaw Fighters #4 (1955)
- Police Action #1 (1954)
- Quick-Trigger Western #13, 16 (1956-1957)
- Rangeland Love #1 (1949)
- Rawhide Kid #35, 37-38 (1963-1964)
- Richie Rich #1 (adaptação cinematográfica) (1995)
- Riot #1 (1954)
- Savage Sword of Conan #33 (1978)
- Savage Tales #1 (1971)
- Secret Story Romances #9 (1954)
- Silver Surfer #1–3 (1968)
- Six-Gun Western #3 (1957)
- Spellbound #17, 28 (1953-1956)
- Sports Action #3 (1950)
- Spy Cases #1 (1950)
- Strange Stories of Suspense #13 (1957)
- Strange Tales #7-8, 11, 18, 20, 26, 53, 58-59, 97 (1952-1962); #169–173 (Brother Voodoo) (1973-1974)
- Sub-Mariner #10–11, 40, 43, 46-49 (1969-1972)
- Suspense #2-4, 9, 17 (1950-1952)
- Tales of Justice #62 (1956)
- Tales of Suspense #39 (1963); #73–99 (Homem de Ferro) (1966-1968)
- Tales of the Zombie #2, 6 (1973–1974)
- Tales to Astonish (Sub-Mariner) #70–77, 79–82, 84–85, 101 (1965-1968)
- Teen-Age Romance #85-86 (1962)
- Tex Morgan #4 (1949)
- Thunderbolts Annual '97 (1997)
- The Tomb of Dracula #1–70 (1972-1979)
- The Tomb of Dracula magazine #3–6 (1979-1980)
- The Tomb of Dracula vol. 3 #1-4 (1991-1992)
- Tower of Shadows #3–4, 6 (1970)
- True Life Tales #1 (1949)
- True Secrets #38 (1956)
- True Western #1 (1949)
- Two-Gun Kid #49 (1959)
- Two-Gun Western #4–5 (1956)
- Uncanny Tales #11, 16-17, 45, 49, 52 (1953-1957)
- Unknown Worlds of Science Fiction #1, 3, 5-6 (1975)
- Venus #12 (1951)
- War Action #14 (1953)
- War Adventures #6-7 (1952)
- War Combat #3 (1952)
- War Comics #1, 4, 28, 31, 34-36, 39, 41, 44-49 (1950-1957)
- Western Gunfighters #20, 25-27 (1956-1957)
- Western Outlaws #5, 10-11, 17, 20 (1954-1957)
- What If (Fantastic Four) #21 (1980)
- Wild #4 (1954)
- Wild West #2 (1948)
- Wild Western #49 (1956)
- Wolverine #9, 24 (1989–1990)
- World of Fantasy #10 (1958)
- World of Mystery #6 (1957)
- Young Hearts #2 (1950)
- Young Men on the Battefield #14–15, 20 (1952–1953)

### Ziff-Davis Publishing
- Lars of Mars #10–11 (1951)